# Marysville, Michigan
Marysville är en stad  i Saint Clair County i Michigan. Vid 2010 års folkräkning hade Marysville 9 959 invånare.

## Kända personer från Marysville
- Chad Billins, ishockeyspelare